# Сё Эки
Сё Эки (яп. 尚 益, 1678 — 1712) — 12-й ван государства Рюкю из династий Сё. Старший сын наследного принца Сё Юна (1660—1706), внук Сё Тэя. Он родился с заячьей губой, что беспокоило Сё Тэя. Переводчик Такаминэ Токумэй (1638—1738) был отправлен в Китай, чтобы выяснить, как излечить заячью губу. Он получил инструкции по выполнению операции от доктора Хуан Хуэйю (кит. трад. 黄會友 из Фучжоу и выполнил требуемые манипуляции в 1688 году.
После смерти деда Сё Тэя в 1710 году Сё Эки взошёл на трон. Он получил конфуцианское образование.

## Внешняя политика
1710 году Сё Эки отправил послов в Эдо. Посланники Томигусуку и принц Мисато поздравили сёгуна с назначением.